# Strada provinciale 13 Mazzarino-Cimia
La strada provinciale 13 Mazzarino-Cimia (SP 13) è una strada provinciale italiana della provincia di Caltanissetta. Collega Mazzarino alla strada statale 117 bis Centrale Sicula nei pressi di San Cono. Risulta essere il tracciato più breve per il collegamento tra Mazzarino e i centri di Piazza Armerina e Caltagirone.
La strada nasce nel centro urbano di Mazzarino, da cui si allontana in direzione nord-est. Subito fuori dall'abitato vi si distacca la strada provinciale 26 Mazzarino-Passo di Mastro Diego in direzione di Piazza Armerina, e circa un chilometro più avanti la strada devia verso sud-est raggiungendo e affiancandosi alla sinistra del torrente Porcheria fino all'innesto con la strada provinciale 126. Il tracciato prosegue verso est attraverso la contrada Floresta e la contrada Finocchio, presso la quale confluisce la strada per San Cono. La strada termina sulla SS 117 bis in contrada Cimia.